# BBC Entertainment
BBC Entertainment je satelitní kanál BBC, respektive BBC Worldwide. Vysílá od roku 2006, BBC Prime plně nahradil v roce 2009.

## Historie
Kanál byl jako úplně první spuštěn v Asii, přesněji v Singapuru, Hongkongu, Thajsku a Jižní Koreji v říjnu 2006, nahradil tak BBC Prime. Následovalo Polsko a platforma Cyfrowy Polsat, přibližně o rok později Jižní Afrika, Latinská Amerika a Skandinávie. Poslední území, kde vysílala BBC Prime byla Evropa (kromě Polska) a Střední východ, tam BBC Entertainment nahradil BBC Prime 11. listopadu 2009.

## Program
BBC Entertainment vysílá zábavné pořady, komedie, sitcomy, drama, reality show a pořady pro děti hlavně z produkce BBC, ale i ITV, Channel 4 a dalších. Kanál vysílá či vysílal například soap operu EastEnders, scifi seriál Doctor Who, sitcom Only Fools and Horses, satirický seriál Jistě, pane ministře a další.